# 이사크족
이사크족(Isaaq)은 소말리인의 씨족이다. 소말릴란드 중부에 산다.
소말리국민운동(Somali National Movement)을 조직했다가 중앙정부로부터 이사크족 집단학살을 당했고 소말릴란드 독립을 주도했다.